# 純粋数学
純粋数学（じゅんすいすうがく、pure mathematics）とは、しばしば応用数学と対になる概念として、応用をあまり意識しない数学の分野に対して用いられる総称である。
数学のどの分野が純粋数学でありどの分野が応用数学であるかという社会的に広く受け入れられた厳密な合意があるわけではなく、区別は便宜的なものとして用いられることが多い。また数学がより広範囲で利用されるに従い、分野としての純粋と応用との区別はあいまいで困難なものとなってきている。ただし、純粋数学という用語を用いる場合の志向としては、議論される数学の厳密性、抽象性を基とした数学単体での美しさを重視する傾向がある。
数論は公開鍵暗号や固定ギア自転車のスキッドポイントの分散化など数少ない応用例があるが、純粋数学とされ研究されている。